# مازغيرت
مازغيرت (بالأرمنية: Մեծկերտ)؛ (بالكردية: Mêzgir) هي مدينة صغيرة في محافظة تونجلي، تركيا. يبلغ عدد سكانها 1712 نسمة معظمهم من العلويين.